# Orlando Aravena
Orlando Enrique Aravena Vergada (Talca, 21 de outubro de 1942 – Santiago, 21 de março de 2024) é um ex-futebolista e treinador de futebol chileno que atuava como meio-campista.

## Carreira de jogador
Jogou profissionalmente entre 1957 e 1972, tendo atuado por Magallanes, La Serena (2 passagens), Palestino, Colo-Colo e Ñublense, onde encerrou a carreira aos 30 anos. Pelo La Serena, venceu a Copa Chile de 1960.
Defendeu ainda a Seleção Chilena por 6 partidas, entre 1957 e 1965.

## Carreira de treinador
Em 1975, Aravena estreou como técnico na Seleção Chilena Sub-20. Treinou também Colo-Colo, Audax Italiano, Universidad Católica, O'Higgins, Unión Española, Rangers de Talca, Everton e Palestino até 1987, quando foi anunciado como novo técnico da Seleção Chilena. Sob seu comando, La Roja conquistou o vice-campeonato da Copa América de 1987, quando chegou a vencer o Brasil por 4 a 0. Os chilenos também chegaram a empatar sem gols com a Inglaterra, em amistoso disputado no antigo Estádio de Wembley.

## Suspensão e volta ao futebol
A passagem de Aravena pela Seleção do Chile foi também marcada pelo Caso Rojas, ocorrido na partida contra o Brasil, pelas Eliminatórias da Copa do Mundo FIFA de 1990, disputada no Maracanã. Para este jogo, o treinador apostou nas estrelas de seu elenco: o goleiro Roberto Rojas, o zagueiro Fernando Astengo, o lateral Alejandro Hisis (meio-campista, improvisado na posição), os meias Jaime Vera e Jorge Aravena (sobrinho de El Cabezón) e os atacantes Hugo Rubio, Iván Zamorano (estes últimos, no entanto, estavam suspensos), Patricio Yáñez, Ivo Basay e Osvaldo Hurtado.
Aos 23 minutos do segundo tempo, quando o Brasil vencia por 1 a 0, Rojas caiu no gramado após ter sido supostamente atingido por um rojão e foi levado ao vestiários pelos companheiros de equipe. O árbitro argentino Juan Carlos Loustau aguardava a volta dos chilenos, sendo informado que os atletas não entrariam alegando falta de segurança. Loustau avisou ao zagueiro Astengo que o Maracanã possuía boas condições de segurança, além de considerar a saída de La Roja como abandono de jogo. Um dia depois, imagens mostravam o rojão caído longe de Rojas e o laudo médico não apontava queimaduras, e sim lesões feitas com uma lâmina. Em dezembro de 1989, sanções foram aplicadas aos envolvidos no incidente: Rojas foi banido do futebol (seria perdoado oficialmente pela FIFA em 2001), assim como o médico Daniel Rodríguez (por assinar o laudo falso); Aravena, Astengo e Sergio Stoppel (então presidente da Federação de Futebol do Chile) foram suspensos por 5 anos. O Chile ainda seria suspenso das Eliminatórias da Copa do Mundo FIFA de 1994.
De volta ao futebol, El Cabezón treinaria novamente o Palestino (1996) e o Santiago Morning, seu último clube, em 2006.

## Títulos

### Como jogador
La Serena
- Copa Chile: 1960